# Свети Илия (Гложие)
„Свети Пророк Илия“ (на сръбски: Храм Св. пророка Илије) е православна църква в босилеградското село Гложие, югоизточната част на Сърбия. Част е от Вранската епархия на Сръбската православна църква.
Църквата е гробищен храм. Издигната е в 1889 година и обновена в края на XX век. На западната фасада има плоча с годината 1942. На северезопад от храма има камбанария с каменна основа и дървена горна конструкция.
Иконостасът има 22 икони. Иконописец е дебърският майстор Теодосий Колоски от Галичник, който се е подписал на всички престолни икони без тези на Възнесение Господне и на Пророк Илия: „иконописац Теодосије К. Николић из Лазаропоља од Галички 1936. г.“.